# Termodonte
Termodonte, em turco Terme Çayi (rio Terme), é um rio da Turquia que desagua no mar Negro. A cidade das amazonas, Temiscira, se localizava nas margens deste rio.
O rio é citado por Luís de Camões para se referir às amazonas que ajudaram na defesa de Troia:

Cinco reis mouros são os inimigos,

dos quais o principal Ismar se chama;

todos exprimentados nos perigos

da guerra, onde se alcança a ilustre fama.

Seguem guerreiras damas seus amigos,

imitando a formosa e forte Dama

de quem tanto os Troianos se ajudaram,

e as que o Termodonte já gostaram.

Camões, Os Lusíadas, Canto III, 44